# エリギュイオス
エリギュイオス（古希: Ἐριγυιoς, Erigyios, ? - 紀元前328年）は、アレクサンドロス3世に仕えたマケドニアの将軍である。
エリギュイオスはミュティレネ人で、ラリコスの子である。アレクサンドロスが父王ピリッポス2世と腹違いの兄弟アリダイオスの結婚をめぐって対立した時、エリギュイオスは兄弟のラオメドン、同じくアレクサンドロスの友人だったネアルコス、プトレマイオス、ハルパロスらと共にピリッポスによって追放された。しかし、紀元前336年のピリッポスの死後、彼らは帰国を許され、アレクサンドロス即位後には栄職を与えられた。その時、エリギュイオスは同盟軍騎兵指揮官に任命された。
エリギュイオスはアレクサンドロスの東征では引き続き同盟軍騎兵指揮官として参加し、グラニコス川の戦いではギリシア人同盟騎兵部隊600騎を指揮した。紀元前331年のガウガメラの戦いにおいて、アレクサンドロスがダレイオス3世を追撃すると、エリギュイオスはその指揮下で追撃に参加した（しかし、追撃は失敗に終わった）。その後、ヒュルカニアに逃げ込んだギリシア人傭兵部隊と現地人のタプロイ人討伐のため、東征軍はヒュルカニアに向った。ヒュルカニアは山岳地帯であったため、アレクサンドロスは軍を三軍に分け、エリギュイオスはその一つ、輜重隊とその護衛部隊を率いた。その後、彼はアルワイで王と合流した。
紀元前330年、一度はアレクサンドロスに恭順したアレイア太守サティバルザネスが、アレクサンドロスに対して反乱を起こすと、エリギュイオスはカラノス、アルタバゾス、アンドロニコスと共にその討伐を命じられ、歩兵6000、騎兵600を率いてアレイアへと向った。戦いにおいて、その時老人だったにもかかわらずエリギュイオスはサティバルザネスを一騎討ちで討ち取り、反乱軍は降伏させた。
紀元前329年、闘いの傷が癒えていないにもかかわらず王がスキタイ人と戦おうとタナイス川を渡ろうとした時、エリギュイオスはヘファイスティオン、クラテロス、側近護衛官と共に王の幕舎に呼ばれた。この時、エリギュイオスは占いの凶兆を話し、やめさせようと説得した。そして、紀元前328年のバクトリア人との戦いでエリギュイオスは死んだ。

## 註
1. ↑  アッリアノス, III. 6
2. ↑  アッリアノス, III. 11
3. ↑  ディオドロス, XVII. 17
4. ↑  アッリアノス, III. 20
5. ↑  ディオドロス, XVII. 57
6. ↑  アッリアノス, III. 23
7. ↑  クルティウス, VI. 4. 3
8. ↑  クルティウス, VI. 4. 23
9. ↑  クルティウス, VII. 3. 2
10. ↑  アッリアノス, III. 28
11. ↑  クルティウス, VII. 4. 32-38
12. ↑  ディオドロス, XVII. 83
13. ↑  クルティウス, VII. 7. 9-22
14. ↑  クルティウス, VIII. 2